# Глибока долина (заказник)
Глибо́ка Доли́на — ботанічний заказник місцевого значення в Україні.

## Опис
Розташований у долині річки Жван, притоки Дністра, між селами Виноградне, Володимирівка та смт Муровані Курилівці Вінницької області. Оголошений відповідно до Рішення 37 сесії 7 скликання Вінницької обласної ради від 05.03.2019 року № 813. 
Охороняється добре збережена ділянка лучно-степової та чагарникової рослинності. Територія охоплює схилову місцевість каньйоноподібної долини річки Жван. Тут багато балок, ярів, борозен та промоїн. На днищі однієї балки з джерела витікає струмок — права притока Жвану.

## Географічні умови
За фізико-географічним районуванням дана територія належить до району Могилівського Придністров’я, Придністровсько-Подільської лісостепової області, Дністровсько-Дніпровської, Лісостепової провінції лісостепової зони. 
Рельєф даної місцевості розчленований зі значними перепадами висот. Глибина врізу річкових долин складає 160-200 метрів. Густота яружно-балкової мережі — 1-1,25 км/км². Ґрунтовий покрив складають сірі лісові ґрунти та чорноземи опідзолені. Через інтенсивні процеси ерозії ґрунти місцями змиті, на денну поверхню виходять девонські пісковики, силурійські сланці та третинні вапняки. 
Клімат території помірно континентальний. Літо довге не жарке, зима коротка і тепла, нестійким сніговим покривом. Пересічна температура січня становить -6°С, липня +20,5°С. Безморозний період триває 250-260 днів на рік. Кількість опадів — 525 мм.  

## Рослинність
Тут виявлено як лісову, так і лучно-степову рослинність. Предаствники чагарникових угруповань: вишня степова (Cerasus fruticosa), мигдаль степовий (Amygdalus nana), терен (Prunus spinosa), таволга середня (Spiraea media). 
Значні площі займають угруповання лучностепової рослинності з домінуванням бородача (Bothriochloa ischaemum), пирію (Elytrigia intermedia), костриці валійської (Festuca valesiaca), та червоної (Festuca rubra). У рослинному покриві присутні типові степові елементи: маренка (Asperula cynanchica), деревій щетинистий (Achillea setacea), самосил гайовий (Teucrium chamaedrys), любочки шафранові (Leontodon hispidus), перстач пісковий (Potentilla arenaria), гвоздика (Dianthus membranaceus), чистець (Stachys germanica), шавлія дібровна (Salvia nemorosa), бедринець ломикаменевий (Pimpinella saxifraga), астрагал еспарцетний (Astragalus onobrychis), тим'ян (Thymus dimorphus). Виявлено місцезнаходження ендеміка підмаренника дністровського (Galium tyraicum). 
Внаслідок антропогенного впливу на території заказника відзначається поширення синантропних рослин: цикорій дикий (Cichorium intybus), пирій середній (Elytrigia intermedia), різак веховий(Falcaria vulgaris), щебрушка польова (Acinos arvensis), головатень круглоголовий (Echinops sphaerocephalus), берізка польова (Convolvulus arvensis), будяк акантовидний (Carduus acanthoides) та мезофітизація травостою. 

## Тваринний світ
- Клас земноводні: червоночерева джерелянка (Bombina bombina), землянка звичайна (Pelobates fuscus), ропуха звичайна (Bufo bufo), жаба трав'яна (Rana temporaria);

- Клас плазуни: ящірка прудка (Lacerta agilis), ящірка зелена (Lacerta viridis), вуж звичайний (Natrix natrix);

- Клас птахи: лелека білий (Ciconia ciconia), лунь очеретяний (Circus aeruginosus), яструб великий(Accipiter gentilis), яструб малий (Accipiter nisus), канюк звичайний (Buteo buteo), боривітер звичайний (Falco tinnunculus), перепілка (Coturnix coturnix), припутень (Columba palumbus), горлиця звичайна (Streptopelia turtur), зозуля (Cuculus canorus), сова вухата (Asio otus), дрімлюга (Caprimulgus europaeus), серпокрилець чорний (Apus apus), бджолоїдка (Merops apiaster), одуд (Upupa epops),  крутиголовка (Jynx torquilla), дятел звичайний (Dendrocopos major), ластівка сільська (Delichon urbica), посмітюха (Galerida cristata), жайворонок польовий (Alauda arvensis) та лісовий (Lullula arborea), плиска жовта (Motacilla flava) та біла (M. alba), сорокопуд терновий (Lanius collurio) та чорнолобий (L. minor), вивільга (Oriolus oriolus), шпак звичайний (Sturnus vulgaris), сойка (Garrulus glandarius), сорока (Pica pica), грак (Corvus frugilegus), крук (Corvus corax), очеретянка лучна (Acrocephalus schoenobaenus), кропив'янка сіра (Sylvia communis), вівчарик-ковалик (Phylloscopus collybita), трав'янка лучна (Saxicola rubetra) та чорноголова (S. torquata), кам'янка звичайна (Oenanthe oenanthe), вільшанка (Erithacus rubecula), соловейко східний (Luscinia luscinia), дрізд чорний (Turdus merula) та співочий (T. philomelos), гаїчка болотяна (Parus palustris), синиця блакитна (Parus caeruleus) та велика (P. major), повзик (Sitta europaea), горобець хатній (Passer domesticus) та польовий (P. montanus), зяблик (Fringilla coelebs), зеленяк (Chloris chloris), чиж (Spinus spinus), щиглик (Carduelis carduelis), коноплянка (Acanthis cannabina), костогриз (Coccothraustes coccothraustes), просянка (Emberiza calandra), вівсянка звичайна (Emberiza citrinella);

- Клас ссавці: їжак європейський (Erinaceus europaeus), кріт європейський (Talpa europaea), заєць сірий (Lepus europaeus), мишак лісовий (Apodemus sylvaticus), миша польова (Apodemus agrarius), нориця руда (Clethrionomys glareolus), лисиця звичайна (Vulpes vulpes), тхір ласиця (Mustela nivalis).

Завданням заказника є збереження ландшафтного комплексу у каньйоні р. Жван. Територія має рекреаційне, естетичне, освітньо-виховне, водорегулююче значення. Долина р. Жван із добре збереженою природною екосистемою відіграє важливу роль у підтриманні екологічного балансу та формуванні екомережі району та області. 